# Biezludowka
Biezludowka (ros. Безлюдовка) – wieś (ros. село, trb. sieło) w Rosji, w obwodzie biełgorodzkim, w rejonie szebiekińskim. Wchodzi w skład osiedla wiejskiego Grafowskoje.

## Geografia
Miejscowość jest położona na zachód od miasta Szebiekino, niedaleko granicy z Ukrainą, na południowy wschód od miasta Biełgorod.
Przez wieś przepływa rzeka Doniec.

## Demografia
W 2010 roku wieś zamieszkiwały 824 osoby.